# Powiat Międzychodzki
Der Powiat Międzychodzki ist ein Powiat (Kreis) in der polnischen Woiwodschaft Großpolen. Der Powiat hat eine Fläche von 736,66 km², auf der etwa 37.000 Einwohner leben.

## Gemeinden
Der Powiat umfasst vier Gemeinden, davon zwei Stadt-und-Land-Gemeinden und zwei Landgemeinden.

### Stadt-und-Land-Gemeinden
- Międzychód (Birnbaum)
- Sieraków (Zirke)

### Landgemeinden
- Kwilcz (Kwiltsch)
- Chrzypsko Wielkie (Seeberg)